# Alberto Saravia
Alberto Saravia (Montevideo, 20 de julio de 1973) es un artista y escultor uruguayo reconocido nacional e internacionalmente por sus trabajos escultóricos de estilo figurativo. Comenzó su carrera profesional como escultor en 2013 cuando inauguró la escultura de Carlos Gardel en el Gran Parque Central.

## Vida
Estudio Dibujo Artístico en la Academia Continental School, creada por Esteban Garino, Acuarelista y Muralista, quien fue uno de sus maestros.
Se dedicó a la aerografia durante más de 15 años, llegando a tener su propio taller donde realizaba Tuning, en 2015 realizó las aerografias en la película uruguaya Clever.
En 2023 realizó el afiche para la Trigésimo sexta edición de la Patria Gaucha

## Obras
| Obra                          | Título                                                      | Fecha                                | Ubicación                         |
| ----------------------------- | ----------------------------------------------------------- | ------------------------------------ | --------------------------------- |
|                               | Escultura de Carlos Gardel en el Gran Parque Central.       | 2013                                 | Montevideo                        |
|                               | Escultura de Carlos Gardel en el Bar Facal.                 | 2015                                 | Montevideo                        |
|                               | Escultura de Luis Suarez.                                   | 2015                                 | Salto                             |
|                               | Escultura de Alfredo Zitarrosa.                             | 2016                                 | Pando                             |
|                               | Escultura de Alcides Ghiggia                                | 2016                                 | Montevideo                        |
|                               | Escultura de Gerardo Matos Rodriguez en el Museo del Tango. | 2016                                 | Montevideo                        |
|                               | Escultura de Carlos Gardel e Irineo Leguisamo.              | 2017                                 | Montevideo                        |
|                               | Escultura de Obdulio Varela.                                | 2017                                 | Montevideo                        |
|                               | Escultura de Rosa Luna.                                     | 2018                                 | Montevideo                        |
|                               | Escultura de Alfredo Zitarrosa.                             | 2018                                 | Montevideo                        |
|                               | Busto Homenaje a Wilson Ferreira Aldunate.                  | 2019                                 | Montevideo                        |
| Busto Wahington Beltran       | Busto de Washington Beltran                                 | 2020                                 | Tacuarembó                        |
| Busto Henry Dunant            | Busto de Henry Dunant                                       | 2021                                 | Florida                           |
|                               | Monumento a Wilson Ferreira Aldunate.                       | 2021                                 | Tacuarembó                        |
| Busto Luis Alberto de Herrera | Busto de Luis Alberto de Herrera.                           | 2023                                 | Buenos Aires                      |
| Venus de Chafalote            | Conjunto Escultórico "Venus de Chafalote".                  | 2023                                 | Rocha                             |
| Busto Henry Dunant            | Busto de Wilson Ferreira Aldunate                           | 2023                                 | Rivera                            |
| Monumento Wilson              | Monumento a Wilson Ferreira Aldunate.                       | 2023                                 | Maldonado                         |
| Busto de Americo Vespucio     | Busto a Américo Vespucio                                    | Realizada en 2017. Emplazada en 2024 | Punta del Este                    |
| Bussto Ildefonso de León      | Busto de Ildefonso de León                                  | 2024                                 | Tala                              |
| Monumento a Piria             | Monumento a Francisco Piria                                 | 2024                                 | Piriápolis                        |
| Escultura San Jose Obrero     | Escultura de San Jose Obrero con el Niño Jesus              | 2025                                 | Edificio San Jose UCU, Montevideo |